# Vincent-Froideville
Vincent-Froideville község Franciaország Burgundia-Franche-Comté régiójában, Jura megyében. Új községként 2016. április 1-jén jött létre Vincent és Froideville község egyesítésével. Lakosainak száma 388 fő (2022. január 1.).

## Népesség
| Lakosok száma | 394  | 397  | 399  | 395  | 392  | 388  |
|               | 2017 | 2018 | 2019 | 2020 | 2021 | 2022 |